# Бомонт ан Диоа
Бомонт ан Диоа (фр. Beaumont-en-Diois) насеље је и општина у источној Француској у региону Рона-Алпи, у департману Дром која припада префектури Ди.
По подацима из 2011. године у општини је живело 83 становника, а густина насељености је износила 4,7 становника/km². Општина се простире на површини од 17,65 km². Налази се на средњој надморској висини од 650 метара (максималној 1.408 m, а минималној 637 m).

## Демографија
| 1962. | 1968. | 1975. | 1982. | 1990. | 1999. | 2011. |
| ----- | ----- | ----- | ----- | ----- | ----- | ----- |
| 82    | 84    | 61    | 42    | 58    | 75    | 83    |

График промене броја становника у току последњих година